# دائرة بوزينة
دائرة بوزينة هي إحدى دوائر ولاية باتنة الجزائرية.